# Fennville AVA
Das Fennville AVA ist ein Weinanbaugebiet im US-Bundesstaat Michigan. Der moderne Weinbau begann in dieser Gegend etwa Mitte der 1960er, die Anerkennung als American Viticultural Area (AVA) erfolgte im Jahre 1981.

## Lage
Die anerkannten Rebflächen des Anbaugebiets Fennville AVA verteilen sich auf das Verwaltungsgebiet Allegan County. Das Gebiet liegt als Enklave innerhalb der übergeordneten Lake Michigan Shore AVA und grenzt im Westen an den Lake Michigan, im Norden an den Kalamazoo River und im Süden an den Black River. Die sandigen Böden der Region sind das Resultat früherer Gletscheraktivität.
Die Nähe zum Lake Michigan wirkt sich mildernd auf das Klima der Region aus, so dass mit dem Cabernet Franc auch eine aus dem Bordeaux bekannte Rebsorte gedeiht. Während der vergleichsweise kurzen Vegetationszeit von max. 160 Tagen kann das Thermometer im Sommer zeitweilig auf über 30 °C klettern.